# 姚晓英
姚晓英（1963年—），四川遂宁人，汉族，中华人民共和国政治人物、全国人民代表大会贵州地区代表。
毕业于贵州省委党校法律。担任贵州省安顺市西秀区人大常委会副主任。2008年起担任全国人大代表。2013年，担任全国人大代表。